# 금관악기

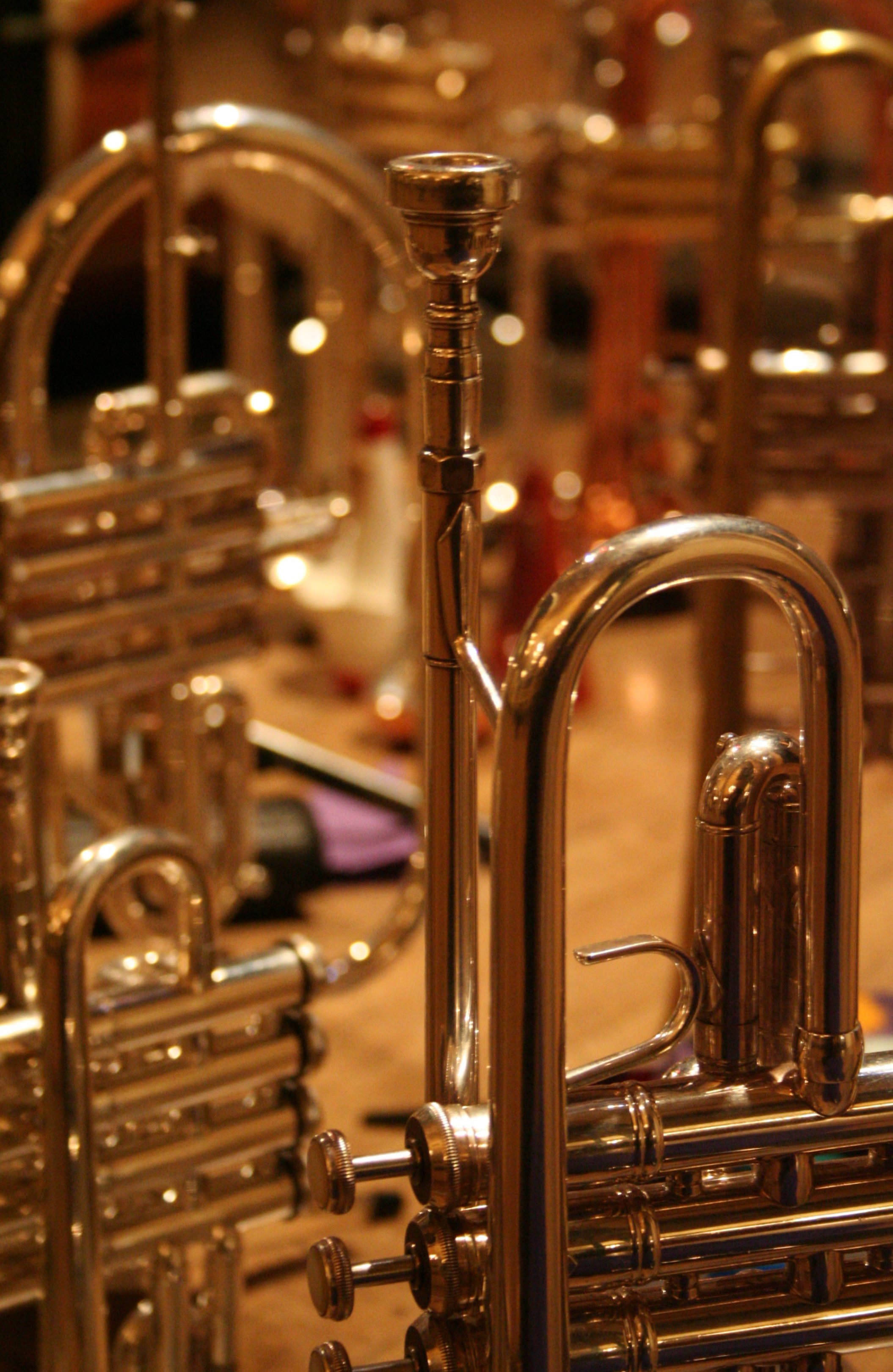
트럼펫 사진

금관악기(金管樂器)는 연주자의 입술 진동으로 소리를 내는 관악기군의 총칭으로, 관이 주로 황동으로 만들어진 것에서 비롯한 이름이다. 그러나 금속으로 만들어지지 않았어도 소리가 나는 원리에 따라 금관악기에 들어갈 수 있으며, 금속으로 만들어진 것이 모두 금관악기에 들어가는 것은 아니다. 예를 들면 소라 껍데기가 재료인 나각은 발성 원리에 따라 금관악기로 들어가지만 금속으로 만들어졌더라도 발성 원리가 다른 색소폰이나 플루트는 목관악기에 속한다.

## 주요 금관악기
- 트럼펫
- 호른
- 트롬본
- 튜바
- 바그너 튜바
- 수자폰
- 코넷
- 플뤼겔호른
- 유포니움
- 나각(재질이 금속이 아님)
- 나발
- 세르팡(재질이 금속이 아님)